# Лаки. Не время для любви
«Лаки. Не время для любви» (англ. Lucky: No Time for Love) — индийский кинофильм, снятый на языке хинди и вышедший в прокат 8 апреля 2005 года. Съёмки фильма проводились в Польше, Финляндии и России, в частности в Санкт-Петербурге.

## Сюжет
17-летняя Лаки Неги (Снеха Уллал) живёт со своей семьёй в России, где её отец работает консулом в индийском посольстве. Она учится в школе для детей дипломатов и готовится к экзамену, который ей нужно сдать на следующий день. Вечером она узнаёт, что готовилась к другому предмету, и времени исправить ошибку у неё нет. Однако на следующий день она отправляется в школу и по пути молится, чтобы экзамен ей сдавать не пришлось. Её молитвы были услышаны, и далее события разворачивались по неожиданному для неё сценарию, в школу она так и не попала. Проходя через парк, она столкнулась с молодым человеком, который попытался затащить её в свой фургон. С трудом вырвавшись из рук насильника и пытаясь скрыться от него, Лаки прячется в дорогом автомобиле, припаркованном на обочине. Его владельцем оказывается Адитья Сехри (Салман Хан), сын индийского посла. Он направляется к границе, не зная, что везёт незнакомку. Это обнаруживается только на пограничном посту и грозит ему неприятностями. Внезапно пост подвергается нападению повстанцев, активизировавшихся в стране в последнее время, и Адитья, пользуясь неразберихой, уезжает. Теперь ему нужно доставить Лаки домой, что не так то просто, поскольку ситуация в стране становится опасной. Сделав по пути остановку, они прогуливаются по лесу и не слышат предупреждения с вертолёта о том, что вода в лесной реке отравлена повстанцами. Лаки пьёт из реки и получает сильное отравление. Адитья должен срочно найти врача. Доехав до ближайшей деревни, он пытается узнать дорогу, но единственный человек, который может помочь ему, требует слишком высокую плату. Адитье ничего не остаётся, как отдать ему все деньги и автомобиль. За это тот отвозит их к врачу.
Тем временем родители Лаки и отец Адитьи начинают разыскивать своих детей. Помочь им в этом может лишь полковник спецслужбы Пиндидас Капур (Митхун Чакраборти). Он отправляется на поиски и находит Адитью и Лаки в одном из музеев, где они прячутся от военных, проверяющих документы у всех находящихся в городе. Получив от полковника военную форму, они под видом солдат присоединяются к военному отряду, надеясь наконец добраться до дома. Но одному из офицеров удаётся обнаружить Лаки, что может стоить ей жизни. Адитья бросается спасать её и им удаётся бежать. Они ещё не знают, что индийское посольство эвакуируется и времени присоединиться к своим семьям, чтобы покинуть страну, у них не так много. Кроме того, Лаки не хочет расставаться с Адитьей, поскольку влюблена в этого мужчину, который вдвое старше неё, и о котором ей так много рассказывала её школьная подруга. С того дня, как Лаки познакомилась с ним, она видит сны, в которых он является ей сказочным принцем.

## В ролях
- Салман Хан — Адитья Сехри
- Снеха Уллал — Лаки Неги
- Викрам Гокхале — Сехри, посол Индии в России, отец Адитьи
- Митхун Чакраборти — полковник Пиндидас Капур
- Кадер Хан — доктор
- Мумаит Хан — Сунаина
- Михаил Соловьев — Молестор
- Константин Анисимов — инспектор ГАИ
- Владимир Литвинов — командир повстанцев
- Камила Бордонаба — девушка

## Съёмочная группа
- Продюсеры: Сохаил Хан, Бхушан Кумар, Кришан Кумар
- Авторы сценария: Винай Сапру, Милап Завери (диалоги)
- Режиссёры: Радхика Рао, Винай Сапру
- Оператор-постановщик: Судип Чаттерджи
- Режиссёр трюковых сцен: Сергей Головкин
- Постановщик трюков: Олег Корытин, Махендра Верма
- Каскадеры: Александр Соловьев, Валерий Рыбин, Александр Баранов, Николай Павлюк, Валерий Зайцев, Наталья Дариева, Сергей Головкин

## Саундтрек
Вся музыка написана Аднаном Сами.
| №  | Название                   | Исполнители                   | Длительность |
| -- | -------------------------- | ----------------------------- | ------------ |
| 1. | «Chori Chori»              | Алка Ягник, Сону Нигам        | 5:24         |
| 2. | «Jaan Meri Jaa Rahi Sanam» | Удит Нараян, Анурадха Паудвал | 5:44         |
| 3. | «Sun Zara»                 | Сону Нигам                    | 6:06         |
| 4. | «Lucky Lips»               | Аша Бхосле                    | 5:12         |
| 5. | «Shayad Yahi To Pyar Hai»  | Аднан Сами, Лата Мангешкар    | 6:27         |
| 6. | «Sun Zara» (Ver.2)         | Аднан Сами                    | 6:07         |
| 7. | «Hum Deewane»              | Сону Нигам, Анурадха Паудвал  | 5:04         |
| 8. | «Lucky Lips» (Bulsoi Mix)  | Аша Бхосле                    | 4:48         |

## Критика
Джасприт Пандохар в рецензии для «Би-би-си» назвала фильм «прекрасно снятым», несмотря на недостатки сценария.
Анупама Чопра из India Today отметила, что томно прекрасные кадры и мелодичные композиции «не спасают вторую часть фильма, в которой накал страстей и сюжет, похоже, исчезают».
Отзыв на сайте IndiaGlitz назвал фильм «красиво смонтированным, но пустым в душе».